# Талпаки
Талпа́ки (нем. Taplacken, лит. Toplaukis) — посёлок в Гвардейском городском округе Калининградской области. Входит в состав Зоринского сельского поселения. Один из немногих населённых пунктов области, сохранивших историческое название (хоть и в несколько видоизменённом виде).
В Талпаках действует средняя школа. Весной 2007 года Министерство образования Калининградской области обнародовало планы преобразования средней школы в начальную или даже её полного закрытия в связи с низким уровнем образования и небольшим количеством учеников (около ста на все 11 классов). Однако эти планы вызвали возмущение местных жителей.

## География
Через Талпаки проходит шоссе Калининград — Черняховск (далее это шоссе идёт в Минск). В посёлке от шоссе ответвляется дорога в Советск.
Талпаки лежат на правом (северном) берегу Преголи, рядом со впадением в Преголю её притока — реки Глубокой. В Талпаках есть мосты через Преголю и Глубокую, и шлюз на Преголе (шлюз № 2).

## История

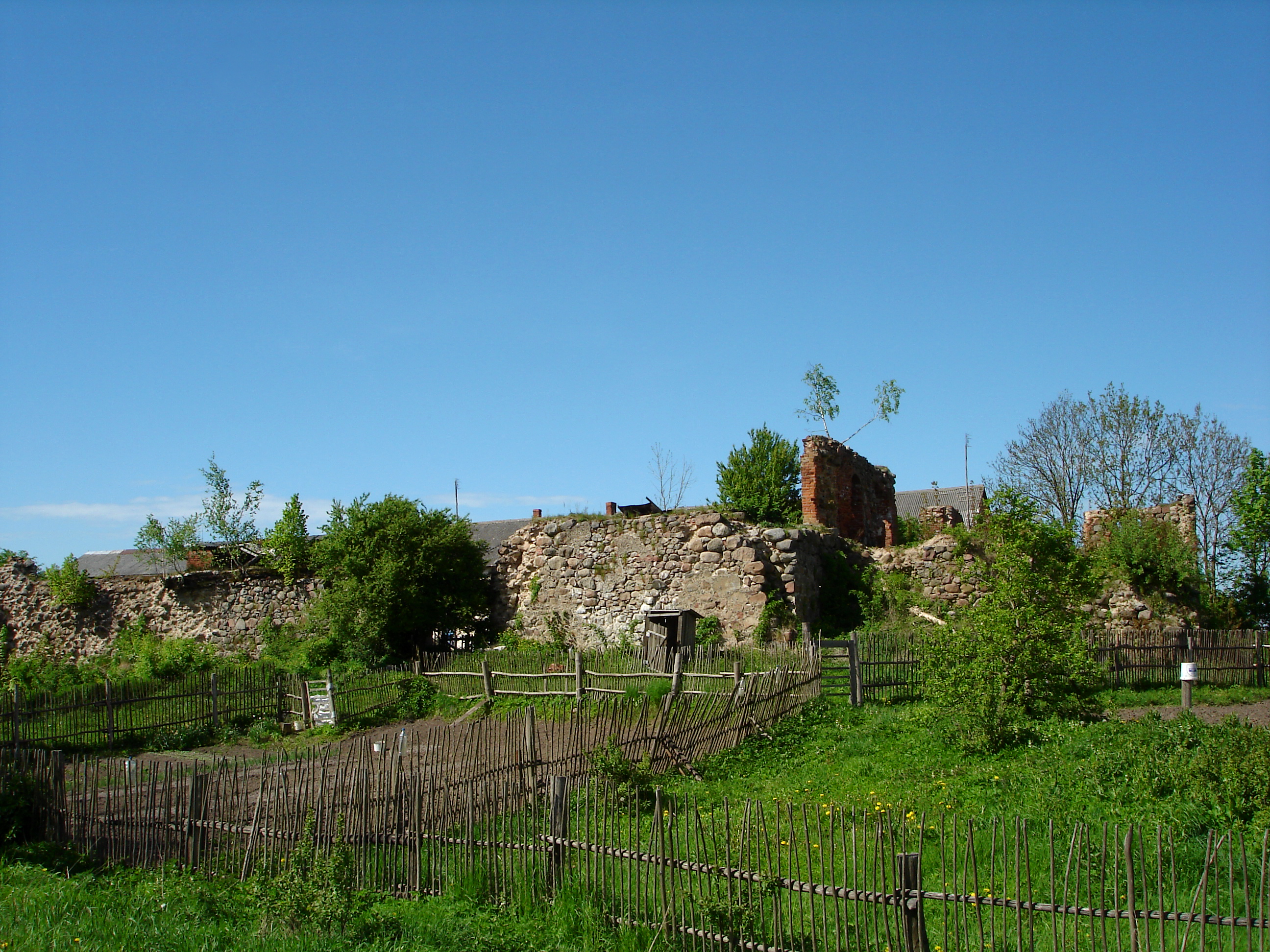
Руины замка

Талпаки — древнее поселение. Ещё до немецкой колонизации (XIII—XIV века) на месте нынешнего посёлка располагалась деревня пруссов Талпакен (Талпаккен, Таплавкен, Таплаки, Даблак). В переводе с прусского языка, это название означает примерно «тёплое место».
В 1336 году рядом с прусской деревней немецкими рыцарями Тевтонского ордена была основана крепость Таплакен. Крепость занимала стратегическое положение: здесь дорога из Кёнигсберга разделялась на две дороги, одна из которых вела в Инстербург (ныне Черняховск), другая — в Тильзит (ныне — Советск). Место было выгодным и с экономической точки зрения, так как здесь имелись залежи соли (в Средние века соль была ценным, дорогим продуктом).
В 1376 году крепость была захвачена и разорена литовским князем Кейстутом. После этого немцы отстроили крепость в камне. В ходе перестроек и модернизаций крепость постепенно превратилась в небольшой замок. Со временем замок утратил военное значение и стал скорее походить на большую сельскую усадьбу.
Вокруг замка селились крестьяне. К 1820 году рядом с замком было 24 хутора с общим населением около 250 человек.
В 1946 году, по итогам Второй Мировой войны, населённый пункт был переименован в Талпаки.

## Население
| 2002 | 2010 |
| ---- | ---- |
| 394  | ↘374 |

## Достопримечательности
В Талпаках сохранились руины замка Таплакен. Часть руин используется как жилой дом, другие части заброшены и постепенно разрушаются. Также в посёлке пользуется популярностью местная чебуречная, привлекающая туристов.

## Картографические источники
- Калининградская область. Общегеографическая карта. Масштаб — 1:200 000. Федеральная служба геодезии и картографии, 1995.